# Alan Rees
Alan Brinley Rees (Langstone, 12 gennaio 1938 – Ascot, 6 settembre 2024) è stato un pilota automobilistico britannico.

## Carriera
Dopo aver corso 3 Gran Premi di Formula 1 (utilizzando però vetture di Formula 2), partecipò alla fondazione della March prima di lavorare per la Shadow e successivamente fondare la Arrows, che avrebbe ceduto nel 1996 a Tom Walkinshaw.